# 市場谷川
市場谷川（いちばだにがわ）は、徳島県阿波市を流れる吉野川水系の河川である。

## 地理
阿波市市場町市場に源を発し、市場町香美を南流し吉野川に合流する。
流域は旧市場町の南西部の住宅街で、流域には阿波市立市場小学校や阿波吉野川警察署阿波庁舎などがある。

## 流域の主な施設
下流から。
- 阿波市立市場小学校
- 阿波吉野川警察署阿波庁舎